# Apsirto
Apsirto (in greco antico: Ἄψυρτος?, Ápsyrtos, in latino Absyrtus, -i), conosciuto anche come Assirto o Absirto, è un personaggio della mitologia greca, figlio di Eete e di Asterodea, nonché fratello di Medea.

## Mitologia
Vengono date due versioni del mito concernente questo personaggio. Secondo la Medea di Seneca, Apsirto era un bimbetto che seguiva passo passo la sorella. Questa, innamorata di Giasone, mentre si apprestava a fuggire con l'amante sopra la nave Argo, recando con sé il favoloso vello d'oro, fu inseguita dal padre e i suoi uomini; per dissuaderlo dall'inseguimento, Medea, ignorando i lamenti e le suppliche del fratellino, lo uccise e ne smembrò il corpo gettandone i pezzi tra le onde in direzione del padre Eete, che si fermò a raccoglierli in modo da poter dare degna sepoltura al figlio. 

Ciò permise a Giasone e Medea di fuggire senza essere disturbati. Ma Zeus mandò sulla nave una tempesta per l'atroce crimine commesso da Giasone e Medea e gli Argonauti furono infine gettati sull'isola della maga Circe, zia di Medea, che purificò i due assassini.

L'Argo infine, poté riprendere la regolare navigazione.
In altre versioni, come nella Medea di Euripide, Apsirto è un giovane adulto. Eete mandò il figlio ad inseguire la nave Argo. Medea avrebbe, quindi, attirato il fratello in una trappola e facendogli credere che Giasone si fosse impossessato di lei con la forza, lo invitò ad un appuntamento in un luogo sacro, dove Giasone gli tese un'imboscata e lo uccise.
Secondo una tradizione locale, l'origine etimologica di Tomi, una città della Grecia, deriverebbe proprio da questo evento poiché in lingua greca antica τέμνω indica il verbo "tagliare".